# Anna Krafčáková
Anna Krafčáková, provdaná Anna Sučková (* 15. února 1942), byla slovenská a československá politička a bezpartijní poslankyně Sněmovny lidu Federálního shromáždění za normalizace.

## Biografie
K roku 1981 se profesně uvádí jako pletařka. Pracovala v Závodech 1. mája Stará Ľubovňa.
Ve volbách roku 1981 zasedla do Sněmovny lidu (volební obvod č. 197 - Stará Ľubovňa, Východoslovenský kraj). Ve Federálním shromáždění setrvala do konce funkčního období, tedy do voleb roku 1986.